# Hermanniella canestrinii
Hermanniella canestrinii är en kvalsterart som först beskrevs av Tietze 1899.  Hermanniella canestrinii ingår i släktet Hermanniella och familjen Hermanniellidae. Inga underarter finns listade i Catalogue of Life.